# لغات في الفلبين
اللغات في الفلبين ذات تعدد وتنوع باللهجات والتوزع الجغرافي وحسب المناطق
واصول السكان.

## اللغات
اللغات الرئيسية المعترف بها في الدستور الفلبيني تشمل 
- بيكولانو
- سيبوانو
- إلوكانو
- هيليغاينون
- إلونغو
- كابامباغان
- بانغاسينان
- لغة تاغالوغية
- لغة واراي واراي
- ويعترف بالإسبانية والعربية كلغات اختيارية